# (33107) 1997 YL16
1997 YL16 (asteroide 33107) é um asteroide da cintura principal. Possui uma excentricidade de 0.23191590 e uma inclinação de 11.70822º.
Este asteroide foi descoberto no dia 31 de dezembro de 1997 por Yoshisada Shimizu e Takeshi Urata em Nachi-Katsuura.